# Tailor Made - Chi ha la stoffa?
Tailor Made - Chi ha la stoffa? (semplicemente noto come Tailor Made) è un talent show italiano, trasmesso, in anteprima sulla piattaforma a pagamento Discovery+ dal 28 giugno 2022 e sul canale Real Time, in chiaro, dal 14 settembre 2022, in prima serata, che si basa sulla sfida tra sarti amatoriali.
Il programma è prodotto da Blu Yazmine, è presentato da Tommaso Zorzi ed ha come giudici Elide Morelli e Cristina Tardito.

## Format
I provini per partecipare al programma vengono annunciati sia sui canali del gruppo Discovery sia sul sito di Real Time. Una volta selezionati dalla produzione gli aspiranti concorrenti partecipano a una serie di provini dal vivo fino ad arrivare al numero di concorrenti designati per la messa in onda del programma.
Ogni settimana i concorrenti devono affrontare sfide con diverse difficoltà sulle quali vengono giudicati per le loro performance dai giudici che al termine di ogni puntata dichiarano il peggior concorrente in base al risultato delle varie sfide, che viene eliminato dalla competizione. 

### Sfide
In ogni puntata ogni sarto deve affrontare tre sfide:
- La prova tecnica: I concorrenti dovranno replicare, in un tempo stabilito, un capo d'abbigliamento, seguendo l'apposito cartamodello. Per questa prova ognuno dei sarti amatoriali potrà scegliere, però, un tessuto a proprio piacere. Le due giudici, dopo aver visionato e commentato i vari risultati, stileranno una classifica dal peggiore al migliore della prova, che permetterà a quest'ultimo/a un bonus per la sfida successiva.
- La prova di trasformazione: I concorrenti dovranno creare, in un tempo stabilito, un capo d'abbigliamento, attraverso l'utilizzo obbligatorio di un indumento di base. I sarti sono chiamati, però, a trasformare l'indumento di base in qualcosa di diverso e di creativo. Per questa prova le due giudici non assisteranno alla preparazione dei capi e giudicheranno gli stessi senza sapere da chi sono stati confezionati. Al termine della prova le due giudici, dopo aver visionato e commentato i vari risultati, stileranno una classifica dal peggiore al migliore della prova, che permetterà a quest'ultimo/a un bonus (le forbici d'oro) per la sfida successiva.
- La prova su misura: I concorrenti dovranno creare, in un tempo stabilito, un capo d'abbigliamento in modo creativo e personalizzato, sulla base di un ideale stabilito all'inizio della prova. Inoltre il capo dovrà essere confezionato su misura di una modella che al termine della sfida lo indosserà e ci sfilerà. Al termine della prova le due giudici sono chiamate a commentare e giudicare i vari risultati, per poi decretare al netto delle tre sfide, l'eliminato di puntata.

### Cast
Il cast del programma è composto dal conduttore e dalle giudici:
- Tommaso Zorzi: influencer, scrittore, opinionista TV e conduttore televisivo di diversi programmi come: After the Race, Questa è casa mia!, approda su Real Time come giudice di Drag Race Italia.
- Elide Morelli: sarta e première della casa di moda Valentino.
- Cristina Tardito: imprenditrice, direttore creativo e fondatrice del brand KristinaTi.

## Premio
| Edizione | Anno | Vincitore      | Premi | Premi              | Premi               | Premi                | Sponsor                | Sponsor |
| -------- | ---- | -------------- | ----- | ------------------ | ------------------- | -------------------- | ---------------------- | ------- |
| 1ª       | 2022 | Gianluca Gioia | Stage | Macchina da cucire | Macchina tagliacuci | Fornitura di tessuti | Casa di moda ALTAGAMMA | SINGER  |

## Edizioni
| Edizione | Conduzione    | Periodo           | Periodo         | Puntate | Giudici       | Giudici          | Concorrenti | Vincitore      | Rete       | Rete      |
| Edizione | Conduzione    | Inizio            | Fine            | Puntate | Giudici       | Giudici          | Concorrenti | Vincitore      | Pay        | Free      |
| -------- | ------------- | ----------------- | --------------- | ------- | ------------- | ---------------- | ----------- | -------------- | ---------- | --------- |
| 1ª       | Tommaso Zorzi | 14 settembre 2022 | 19 ottobre 2022 | 6       | Elide Morelli | Cristina Tardito | 10          | Gianluca Gioia | Discovery+ | Real Time |

### Prima edizione (2022)
La prima edizione di Tailor Made - Chi ha la stoffa? va in onda dal 14 settembre 2022 al 19 ottobre 2022, per un totale di 6 puntate. Il vincitore della prima edizione, Gianluca Gioia, ottiene, inoltre, in premio, una fornitura di tessuti, una macchina da cucire, una tagliacuci e un tirocinio nell'azienda Gucci, socia di ALTAGAMMA.

## Audience
| Edizione | Rete televisiva | Anno | Stagione       | Programmazione | Programmazione | Programmazione | Programmazione | Programmazione | Programmazione | Programmazione | Telespettatori | Share | Premiere       | Premiere | Finale         | Finale |
| Edizione | Rete televisiva | Anno | Stagione       | L              | M              | M              | G              | V              | S              | D              | Telespettatori | Share | Telespettatori | Share    | Telespettatori | Share  |
| -------- | --------------- | ---- | -------------- | -------------- | -------------- | -------------- | -------------- | -------------- | -------------- | -------------- | -------------- | ----- | -------------- | -------- | -------------- | ------ |
| 1ª       | Real Time       | 2022 | estate-autunno |                |                |                |                |                |                |                | 254 000        | 1,30% | 287 000        | 1,60%    | 282 000        | 1,40%  |